# Confessions d'un Templier
Confessions d’un Templier est une série de bande dessinée d'aventure historique dont les trois volumes ont été publiés par Soleil entre 2009 et 2011.
Écrite par Bruno Falba et dessinée par Fabio Bono, elle met en scène Jacques de Molay racontant, quelques heures avant son exécution, l'histoire de l'Ordre du Temple.

## Personnages principaux
- Jacques de Molay : vingt-deuxième Grand maître de l’Ordre du Temple
- Frère Humbert de Paris : Grand Inquisiteur de France
- Thomas Bérard : dix-neuvième Grand maître de l’Ordre du Temple
- Templier de Tyr : chroniqueur et secrétaire du Grand maître
- Prince Édouard : héritier de la couronne d’Angleterre
- Nimcha : Hashashin
- Philippe le Bel : Roi de France

## Albums
- Confession d'un Templier, Soleil[1] :

1. Les Révélations du chevalier, 2009  (ISBN 978-2-302-00737-6).
2. Les Secrets du Temple, 2010  (ISBN 978-2-302-01286-8).
3. Les aveux du Grand Maître, 2011  (ISBN 978-2-302-01616-3).